# Abschnittsbefestigung Kottingwörth
Die Abschnittsbefestigung Kottingwörth ist eine abgegangene vor- und frühgeschichtliche Befestigungsanlage (Spornburg), möglicherweise auch ein mittelalterlicher Burgstall auf einem in das Tal der Altmühl ragenden 470 m ü. NN hohen Bergsporn.
Die Burg liegt etwa 800 Meter südsüdwestlich der ehemaligen Wehrkirche Sankt Vitus in Kottingwörth in der oberbayerischen Gemeinde Beilngries in Bayern, Deutschland.
Über diese Abschnittsbefestigung sind keine geschichtlichen Informationen bekannt, sie diente vermutlich der Überwachung einer Altstraße, die von Norden nach Süden zwischen Neumarkt in der Oberpfalz und Landshut verlief. Bei Kottingwörth querte sie das Tal und die Altmühl über eine Furt und stieg dann durch ein Trockental im Süden wieder auf die Hochfläche an. Die Wehranlage lag in unmittelbarer Nähe dieser wichtigen Verkehrsverbindung und konnte sie gut kontrollieren. Erhalten hat sich von der Anlage nur ein mehrfaches Wall-Graben-System, die Stelle ist als Bodendenkmal geschützt.

## Beschreibung
Die Abschnittsbefestigung liegt auf einer nach Nordosten in das Tal der Altmühl ragenden Bergzunge. Von der angrenzenden Hochfläche wird die Anlage durch einen 90 Meter langen Abschnittswall abgeriegelt, der sich von der südlichen Hangkante nach Norden zieht. Kurz bevor er  die nördliche Hangkante erreicht, ist der Wall unterbrochen, dort befand sich wohl der frühere Zugang. Dem Wall war noch ein Graben vorgelagert. Ein zweiter Abschnittswall befindet sich rund 55 Meter weiter in Richtung Spornspitze, ein dritter liegt weitere 37 Meter entfernt. Dieser dritte Wall ist noch 65 Meter lang und riegelt ein 95 Meter langes Kernwerk der Anlage ab. Dieser Abschnitt der Befestigung ist zusätzlich zum steilen Abfall des Geländes von einem Randwall umzogen.
Das vom Bayerischen Landesamt für Denkmalpflege als „Abschnittsbefestigung vor- und frühgeschichtlicher Zeitstellung“ erfasste Bodendenkmal trägt die Denkmalnummer D-1-6935-0014.